# (178243) Schaerding
(178343) Schärding (auch 2006 YH13) ist ein Asteroid, der am 22. Dezember 2006 von Richard Gierlinger in seinem privaten Observatorium in Rainbach entdeckt wurde. Der Asteroid ist nach der oberösterreichischen Stadt Schärding benannt.